# Annie Degroote
Pour les articles homonymes, voir Degroote.
Annie Degroote, née le 16 décembre 1949 à Hazebrouck dans le Nord (France), est une écrivaine et actrice française. Mariée à Georges Sanerot, elle a deux filles, Julie et Katia.

## Biographie
Annie Degroote est la fille de Georges Degroote, personnalité hazebrouckoise, et de Jacqueline Degroote. Elle étudie au lycée des Flandres à Hazebrouck puis à l'université de Lille et au conservatoire d'art dramatique de Lille. Elle part à Paris en 1971 pour être comédienne. Elle suit les formations de Perimony et de Sarah Sanders. Annie Degroote a également publié sous le nom d'Annie Sanerot-Degroote.
Elle a interprété les grands classiques du répertoire (Molière, Pirandello, Musset, Tchekhov…) et participé à diverses créations (Carmontelle et Diderot Circus de Jean-François Prévand, Chatterton d'Alfred de Vigny, Soyez donc une honnête femme de Sarah Sanders) et à Comediante qu'elle a écrit et mis en scène. Elle a créé une dizaine de spectacles pour la jeunesse, conçu une émission humoristique, fut responsable d’un atelier d’écriture et participa à l'écriture de scénarios. En tant que comédienne, elle a tourné pour le cinéma et la télévision.
En 1994 elle publie son premier roman, La Kermesse du diable aux Presses de la Cité et commence une carrière d'écrivain. Son amour des arts alimente aujourd’hui ses écrits. Parus en poche, en feuilletons, en clubs de livres et en livres-audio, ses romans ont reçu de nombreux prix littéraires. Annie Degroote est suivie par un lectorat très fidèle et ses romans sont salués par la critique et la profession.
Annie Degroote vit à Paris mais revient fréquemment dans sa région natale — « La Flandre, elle, m’habite toujours. » —, et elle se dit très touchée d’être marraine d’un géant de Flandre.
Que ce soit dans les ouvrages qui se situent en Flandre — véritables hommages littéraires à sa terre natale — ou dans les romans se situant en terres slaves, comme L'Étrangère de Saint-Pétersbourg, et Les Perles de la Moïka , la  passion, l’Histoire et l’émotion sont au rendez-vous.
« Avec une plongée dans la grande Histoire, j’aime lancer des passerelles entre hier et aujourd’hui, entre attachement aux racines et ouverture à la différence. »
Dans ses romans se conjuguent ses thèmes de prédilection : quêtes d’identité, tolérance, exils, rencontres. À ses héros fictifs, se mêlent parfois des personnages historiques dans des décors rigoureusement plantés et les « coups de théâtre » ne manquent pas.
Spécialiste de la région des Hauts-de-France, elle est également chroniqueuse à La Voix du Nord et à France Bleu Nord.

## Romans (Disponibles en livres-audio et gros caractères)
- La  Kermesse du diable, Presses de la cité, 1994, nouvelle édition 2019
- Le Cœur en Flandre, Presses de la Cité, 1996, nouvelle édition 2021
- L’Oubliée de Salperwick, Presses de la Cité, 1998, Pocket, 2001, 2015, 2021
- Les Filles du Houtland, Presses de la Cité, 2000, Pocket 2002,et 2019, Trésors de France 2012
- Le Moulin de la dérobade, Presses de la Cité, 2001, Pocket  2003, nouvelle édition 2023
- Les Silences du maître drapier, Presses de la Cité 2002, Pocket 2004, Trésors de France 2012
- La Splendeur des Vaneyck, Presses de la Cité 2004, trésors de France 2014,Pocket 2006, 2020
- Les Amants de la Petite Reine, Presses de la Cité 2005, Pocket  2007 et 2018
- L'Étrangère de Saint-Pétersbourg, Presses de la Cité, 2007, en semi-format 2013
- Un palais dans les dunes, Presses de la Cité, 2008, Pocket 2010, Trésors de France 2017
- Renelde, fille des Flandres, Presses de la Cité, 2009
- Les Jardins du vent, Presses de la Cité, 2010, Pocket 2013
- Les Racines du temps, Calmann-Levy, 2011, le livre de poche 2013
- Les Perles de la Moïka , Presses de la Cité, 2013, Pocket 2014
- D'infinies promesses, Calmann-Levy, coll. « France de toujours et d'aujourd'hui », 2015, Terres de Poche De Borée 2019
- Nocturne pour Stanislas : roman, Paris, Presses de la Cité, 4 octobre 2017, 320 p. (ISBN 978-2-258-11870-6), Pocket 2019
- Des cendres sur nos cœurs : roman, Paris, Presses de la Cité, 8 avril 2021, 505 p. (ISBN 978-2-258-16297-6), Terres de Poche De Borée 2022
- La petite Brueghel, collection Nord, éditions Page à Page, juin 2023,  (ISBN 978-2-37527-074-5)

## Contes et nouvelles
- Le Colporteur d’étoiles, Presses de la Cité, 2003

recueil au profit de La Chaîne de l'espoir

## Autres ouvrages
- Balade dans le Nord, éditions Alexandrines, coll. « Sur le pas des écrivains », 2005 (ouvrage collectif)
- La Flandre de France, éditions Snoeck, mars 2008
- La Frontière , éditions Ons Erfdeel, 2013
- Fier d'être Nordiste[8], éditions Ouest France, avril 2014
- Le Nord comme ils l'ont aimé,  éditions Omnibus, 2019

## Filmographie
- 1990 Dallas, série télévisée américaine, L'hôtesse de l'air
- 1988 : Maria Vandamme, série télévisée de Jacques Ertaud
- 1986 : Les Étonnements d'un couple moderne, téléfilm  de Pierre Boutron : L'infirmière
- 1986 : Le Débutant de Daniel Janneau
- 1986 : Cinéma 16  (série télévisée) - épisode Comme un poisson sans bicyclette de Jean-Claude Charnay : Christiane
- 1985 : Mort carnaval, téléfilm  de Daniel Van Cutsem
- 1985 : Les Amours des années 50 (série télévisée) - épisode « Le dimanche des Rameaux » : Camille
- 1985 : Comme un poisson sans bicyclette, Jean Claude Charnay
- 1984 : Le Joli Cœur de Francis Perrin : Infirmière
- 1983 : Le Grand Valet de Pierre Jakez Hélias - Réalisation : P.A Picton
- 1983 : Cinéma 16  (série télévisée) - épisode Le château faible  de Jean Larriaga
- 1982 : Cinéma 16  (série télévisée) - épisode ''Je tue il  de Pierre Boutron
- 1982 : L'Épingle noire (mini-série TV)
- 1981 : Le Rembrandt de Verrières, téléfilm  de Pierre Goutas
- 1981 : Caméra une première (série TV) - saison 4 épisode 1 « Eole Epifanio »
- 1980 : Brocéliande, téléfilm de Jean Kerchbron
- 1975 : Les Mohicans de Paris (Saison 2), série télévisée de Bernard Borderie

## Distinctions
- Prix Bernanos 1994, prix Gabrielle-d’Estrées 1994, prix de la Renaissance française 1994, pour La Kermesse du diable
- Prix Mme Europe 1996 pour Le cœur en Flandre
- Grand prix de la Société des Arts et Lettres de Lille en 1998 pour : La Kermesse du diable, Le Cœur en Flandre et L’Oubliée de Salperwick
- Prix de la littérature, Lions’ Club International 2005, pour La Splendeur des Vaneyck
- Prix « Les soleils de Nucéra » 2006 pour Les Amants de la Petite Reine
- Prix Luc Verbeke ( Frano-Belge) pour La Flandre de France
- Médaille d'or de la Renaissance française pour le rayonnement culturel  Mai 2015 [10]
- Rose d'or des Rosati 2016[11]
- Médaille d'honneur de la ville d'Hazebrouck pour sa contribution au rayonnement de la Flandre, 14 février 2018[12]
- Chevalière des Arts et Lettres, Mai 2023